# Prosoplus obliquestriatus
Prosoplus obliquestriatus är en skalbaggsart som beskrevs av Stefan von Breuning 1938. Prosoplus obliquestriatus ingår i släktet Prosoplus och familjen långhorningar. Inga underarter finns listade i Catalogue of Life.